# IFAF CEI Interleague 2012
Navigation
2011 2013
L'IFAF CEI Interleague 2012 est la 2e édition de l'IFAF CEI Interleague, compétition sportive européenne interclubs de football américain organisée par l'IFAF Europe.
Quatre équipes s'opposent et les deux premiers du classement jouent la finale. Le premier match a lieu le 28 avril et la finale le 7 juillet.
Les Hongrois de Nyíregyháza Tigers remportent le titre en battant 25 à 20 les Slovaques de Bratislava Monarchs.

## Équipes participantes
| Pays      | Club                        | Ville       | Résultat en saison 2011                         |
| --------- | --------------------------- | ----------- | ----------------------------------------------- |
| Slovaquie | Monarchs de Bratislava (it) | Bratislava  | Champion de Slovaquie, 1/2 finaliste de la CLAF |
| Hongrie   | Cowboys de Bugapest (it)    | Budapest    |                                                 |
| Hongrie   | Sharks de Györ (it)         | Győr        | Tenant du titre IFAF CEI Interleague 2011       |
| Hongrie   | Tigers de Nyíregyháza (it)  | Nyíregyháza | Champion de Hongrie                             |

## Les matchs
| Date          | Domicile            | Score                            | Extérieur           |
| ------------- | ------------------- | -------------------------------- | ------------------- |
| 28 avril 2012 | Nyíregyháza Tigers  | 47 – 21 (10-14, 10-0, 6-0, 21-7) | Győr Sharks         |
| 30 avril 2012 | Győr Sharks         | 17 – 21 (7-7, 3-7, 0-0, 7-7)     | Budapest Cowboys    |
| 12 mai 2012   | Nyíregyháza Tigers  | 30 – 14 (3-0, 7-6, 7-0, 13-8)    | Bratislava Monarchs |
| 26 mai 2012   | Budapest Cowboys    | 37 – 40                          | Nyíregyháza Tigers  |
| 26 mai 2012   | Győr Sharks         | 10 – 14 (0-0, 0-7, 10-0, 0-7)    | Bratislava Monarchs |
| 9 juin 2012   | Bratislava Monarchs | 33 – 7 (14-0, 0-7, 6-0, 13-0)    | Budapest Cowboys    |

| Pos. | Équipe              | %     | M.J. | V | D | PP  | PC |
| ---- | ------------------- | ----- | ---- | - | - | --- | -- |
| 1    | Nyíregyháza Tigers  | 1.000 | 3    | 3 | 0 | 117 | 72 |
| 2    | Bratislava Monarchs | 0.667 | 3    | 2 | 1 | 61  | 47 |
| 3    | Budapest Cowboys    | 0.333 | 3    | 1 | 2 | 65  | 90 |
| 4    | Győr Sharks         | 0.000 | 3    | 0 | 3 | 48  | 82 |

## Finale
| Date           | Vainqueur                  | Score   | Perdant                     |
| -------------- | -------------------------- | ------- | --------------------------- |
| 7 juillet 2012 | Tigers de Nyíregyháza (it) | 25 – 20 | Monarchs de Bratislava (it) |